# Парраль (Чили)
Парраль (исп. Parral) — город в Чили. Административный центр одноимённой коммуны. Население — 26 397 человек (2002).   Город и коммуна входит в состав провинции Линарес и области Мауле.
Территория — 1 638 км². Численность населения — 41 637 жителя (2017). Плотность населения — 25,4 чел./км².

## Расположение
Город расположен в 82 км на юго-запад от административного центра области города Талька и в 40 км на юго-запад от административного центра провинции  города Линарес.
Коммуна граничит:
- на севере — c коммуной Ретиро
- на северо-востоке — c коммуной Лонгави
- на юге — c коммуной Сан-Фабиан
- на юго-западе — c коммуной Ньикен
- на северо-западе — c коммуной Каукенес

## Демография
Согласно сведениям, собранным в ходе переписи 2017 г  Национальным институтом статистики (INE),  население коммуны составляет:
| Полное население                          | Полное население                          | Полное население                          | Полное население                          | Полное население                          | 41 637 |
| ----------------------------------------- | ----------------------------------------- | ----------------------------------------- | ----------------------------------------- | ----------------------------------------- | ------ |
| в том числе:                              | Городское население                       | 30 794                                    | Процент городского населения, %           | 73,96                                     |        |
|                                           | Сельское население                        | 10 843                                    | Процент сельского населения, %            | 26,04                                     |        |
|                                           | Мужское население                         | 20 165                                    | Процент мужского населения, %             | 48,43                                     |        |
|                                           | Женское население                         | 21 472                                    | Процент женского населения, %             | 51,57                                     |        |
| Плотность населения, чел/км²              | Плотность населения, чел/км²              | Плотность населения, чел/км²              | Плотность населения, чел/км²              | Плотность населения, чел/км²              | 25,4   |
| Население коммуны в % к населению области | Население коммуны в % к населению области | Население коммуны в % к населению области | Население коммуны в % к населению области | Население коммуны в % к населению области | 3,98   |